# Hoàng Nam Hùng
Hoàng Nam Hùng (1889 – ?) là nhà cách mạng, nhà quân sự và chính khách người Việt Nam, cựu Bộ trưởng Bộ Quy thuận và Bình định dưới thời Quốc gia Việt Nam.

## Tiểu sử

### Thân thế và học vấn
Hoàng Nam Hùng sinh vào tháng 10 năm 1889 ở làng Cát Trù, huyện Cẩm Khê, tỉnh Phú Thọ, Bắc Kỳ, Liên bang Đông Dương.
Năm 1917, ông sang Trung Quốc theo học tại một trường quân sự. Cũng tại đây, ông có quan hệ với một số nhân vật thuộc chính quyền Quốc dân Đảng Trung Quốc. Ông thăng tiến trong Quân đội Trung Hoa Dân Quốc và được phong hàm Thiếu tướng vào năm 1930.

### Hoạt động cách mạng
Năm 1931, Hoàng Nam Hùng cùng Hoàng thân Cường Để thành lập Việt Nam Quốc dân Cách mạng Đảng tại Quảng Châu. Ông được bầu làm Phó Chủ tịch năm 1931 và trở thành Tổng Thư ký khi đảng này đổi tên thành Việt Nam Phục quốc Đồng minh Hội (gọi tắt là Phục Quốc) vào năm 1939.
Trong giai đoạn từ năm 1938 đến năm 1939, Hoàng Nam Hùng chủ yếu hoạt động tại Đài Loan và Nhật Bản. Tháng 9 năm 1940, Cường Để phái ông về nước cùng các thành viên khác tổ chức cuộc nổi dậy chống Pháp ở Đồng Đăng và Lạng Sơn. Tuy nhiên, lực lượng nổi dậy nhanh chóng bị quân Pháp trấn áp khiến ông phải trốn sang Nhật Bản nương náu trước khi quay trở lại Đài Loan vào năm 1941. 
Năm 1947, ông được cử sang Hồng Kông để liên lạc với Cựu hoàng Bảo Đại nhân danh Phục Quốc, và đến năm 1948, ông được bầu làm Chủ tịch của tổ chức này. Hoàng Nam Hùng vẫn tiếp tục hoạt động chính trị tại Trung Quốc và cố gắng tạo dựng lực lượng vũ trang chống Cộng tại miền Nam Trung Quốc vào năm 1949 nhằm ủng hộ Bảo Đại. 

### Sự nghiệp chính trị
Năm 1950, ông trở về Việt Nam và được Quốc trưởng Bảo Đại bổ nhiệm làm Tổng Thư ký Ban Nghiên cứu Thống nhất Quân sự Toàn quốc. Sau đó, ông được chính phủ Quốc gia Việt Nam mời giữ chức vụ Bộ trưởng Bộ Quy thuận và Bình định (sau đổi tên thành Bộ Chiêu an Bình định) từ năm 1952 đến năm 1953.:112,121

### Cuối đời
Dưới thời Đệ Nhất Cộng hòa, Hoàng Nam Hùng không còn tham chính nữa mà làm Chủ tịch Hội Việt-Hoa và Hội Khổng học Việt Nam, chủ yếu tập trung vào hoạt động văn hóa và nghiên cứu học thuật. Không rõ cuối đời ông ra sao và mất vào lúc nào.

## Đời tư
Hoàng Nam Hùng thích nói tiếng Trung và có thể nói một chút tiếng Pháp.

## Tác phẩm
- Phạm Giật Đức, Năm Mươi Năm Cách-Mạng Hải-Ngoại: Hồi-Ký, Saigon, Hồng Phát, 1960.[7]